# Загорный, Нестор Николаевич
Нестор Николаевич Загорный (12 сентября [24 сентября] 1887, Санкт-Петербург — 9 июля 1969, Ленинград, ныне Санкт-Петербург) — советский пианист, композитор, музыкальный педагог, научный исследователь, редактор.

## Семья
Супруга — Комаровская Надежда Ивановна, драматическая актриса, театральный педагог, заслуженная артистка РСФСР.

## Биография
В 1905 окончил классическую гимназию и поступил в Военно-медицинскую академию (ныне Военно-медицинская академия имени С. М. Кирова). Обучался в 1905–1907 годах. Затем поступил в Санкт-Петербургскую консерваторию , где в 1908–1915 годах обучался по классу специального фортепиано у Л. В. Николаева и по классу теории композиции у М. О. Штейнберга,  В. П. Калафати и Я. Витолса. С 1914 по 1917 сам стал преподавать фортепиано и теорию (на Музыкальных курсах И. И. Гляссера). Перед Революцией стал писать о музыкальным журналистом. В 1916–1917 — сотрудник журнала «Музыкальный современник».
После событий 1917 года уехал из столицы. С 1918 проживал в Петрозаводске. В Карелии работал председателем репертуарной комиссии и заведующим художественно-педагогической частью Олонецкого отдела Народного образования (1918–1920), преподавателем и руководителем музыкального отдела Студии искусств (1919–1920). профессором и заведующим Высших музыкальных классов (1919–1920), преподавателем и заведующим музыкальной школой II-й ступени (1920–1922), инструктором музыкальной секции (1920–1922). Преподавал специальное фортепиано, фортепианный ансамбль и гармонию. Вёл активную методическую работу как член коллегии и председатель областной репертуарной комиссии Отдела искусств Карелии (1919–1921).
Вернулся в город на Неве в 1922 году. Преподавал фортепиано в Училище командного состава флота (1922–1923), II-й трудовой школе (1923–1924), Четвёртом государственном музыкальном техникуме (1923–1925), Центральном музыкальном техникуме (1926–1929).
С 1934 — редактор музыкального издательства «Тритон». В 1937–1941 — редактор Государственного музыкального издательства. Несколько лет (до 1939) состоял консультантом Государственного научно-исследовательского музыкально-технического института.
В Государственном научно-исследовательском институте театра и музыки: старший научный сотрудник (1939–1951), ученый секретарь сектора музыки (1939–1941), ученый секретарь Института (1941, 1948–1951).
Во время эвакуации сперва находился в Свердловске, где служил заведующим музыкальной частью местного театра, в том числе сочинял музыку к спектаклям (1942–1943), после — в Куйбышеве, где работал художественным руководителем Государственной филармонии (1943–1944).

## Награды
Награждён юбилейным знаком и грамотой передовика социального строительства Правительства Республики Коми (1936), медалью «За доблестный труд в Великой Отечественной войне 1941—1945 гг.» (1945).

## Творчество

### Неопубликованные
- Соната для фортепиано. «Встает страна огромная»: для хора. «Москвичка» / музыка к пьесе В. М. Гусева.
- «Дама невидимка» / музыка к пьесе П. Кальдерона.
- «Надежда Дурова» / музыка к пьесе К. А. Липскерова и А. С. Кочеткова.
- «Усит-Куломский бунт» / музыка к пьесе В. А. Савина. «Финист-Ясный сокол» / музыка к пьесе Н. Я. Шестакова. «Коварство и любовь» / музыка к пьесе Ф. Шиллера.
- «Осада Лейдена» / музыка к пьесе И. В. Штока.

## Сочинения

### Редакция
- Шуберт Ф. Вальсы: для фортепиано / обработка Н. Загорного. Л., 1937. 17 с..
- Алябьев А. А. Две элегии: для голоса, виолончели и фортепиано / ред. Н. Загорного. Л.. М., 1940. 22 с., 1 парт..
- Рахманинов С. В. Две пьесы: для фортепиано в шесть рук / ред. Н. Н. Загорный. М.. Л., 1948. 27 с..
- Глинка М. И. Дивертисмент на мотивы из оперы «Сомнамбула» В. Беллини: для фортепиано, 2-х скрипок, альта, виолончели и контрабаса или второго фортепиано в 4 руки / под ред. Н. Н. Загорного. М.. Л., 1951. 70 с.